# Spider-Man (revista em quadrinhos)
Homem-Aranha é uma revista em quadrinhos mensal que traz histórias originalmente publicadas pela editora norte-americana Marvel Comics, distribuídas no Brasil pela Panini Comics. Diferente das edições americanas, que são todas publicadas individualmente, é costume no Brasil lançar as séries nos chamados "mix", contendo várias edições originais em cada edição nacional. Atualmente, Homem-Aranha Superior abriga  a séries americana Homem-Aranha Superior e as vezes Homem-Aranha Vingador . Anteriormente, a revista se chamou Homem-Aranha que  cedeu seu espaço a outros títulos do herói, como Amazing Spider-Man, Friendly Neighborhood Spider-Man, Peter Parker: Spider-Man, Sensational Spider-Man, Spectacular Spider-Man, Spider-Man's Tangled Web e Webspinners: Tales of Spider-Man, e também a diversas mini-séries e especiais.
Em 1989, a Abril lança um segundo título mensal do Homem-Aranha, com o objetivo de republicar a trajetória do personagem. Lançada em outubro de 1989, em formato magazine (20,5 cm x 27,5 cm), a revista teve rapidamente seu formato alterado para formatinho (13,5 cm x 19 cm), já a partir da edição 5. A partir da edição 75 (janeiro de 1996), passou a publicar histórias inéditas do Homem-Aranha, funcionando como um segundo título mensal do personagem no Brasil, até seu cancelamento em julho de 2000, na edição 129, quando a Abril iniciou a publicação de sua linha Premium.